# Giustiniano Bellavitis
Giustiniano Bellavitis (Padova, 9 marzo 1888 – Russia, 1944) è stato un militare e calciatore italiano, di ruolo difensore. È stato uno dei "pionieri" del calcio padovano tra il 1910 e il 1914.

## Carriera

Bellavitis è il giocatore indicato con il numero 1

Con la maglia del Padova gioca 3 partite contro l'Hellas Verona e Vicenza per due volte. Gioca ancora due partite nella "Coppa delle esposizioni" contro il Milan e ancora Vicenza per un totale di 5 partite.
Veste la maglia biancoscudata ancora per 4 partite nella stagione 1913-1914.
Bellavitis gioca anche nel Vicenza agli albori del movimento calcistico in terra berica nella stagione 1910-1911 in Prima Categoria. Disputa la prima delle due partite di finale scudetto l'11 giugno 1911 in Pro Vercelli-Vicenza (3-0).

## La morte in guerra
È morto in Russia nel 1944 durante la Seconda guerra mondiale.